# توماس بور أوسبورن
توماس بور أوسبورن (بالإنجليزية: Thomas Burr Osborne)‏ هو قاضي ومحامي وسياسي أمريكي، ولد في 8 يوليو 1798 في إيستون في الولايات المتحدة، وتوفي في 2 سبتمبر 1869 في نيو هيفن في الولايات المتحدة. حزبياً، نشط في حزب اليمين. وقد انتخب عضو مجلس ولاية كونيتيكت وانتخب عضو مجلس نواب كونيتيكت وانتخب عضو مجلس النواب الأمريكي.